# Dorothee Barth
Dorothee Barth (* 1964) ist eine deutsche Musikdidaktikerin.

## Leben
Nach dem Studium der Musikwissenschaft, Philosophie und Pädagogik an der Universität zu Köln, dem Diplommusiklehrerstudium (HdK Berlin, Hauptfach Klavier), Lehramtsstudium mit den Fächern Musik (HdK Berlin) und Latein (TU Berlin) und dem Referendariat an der Robert-Koch-Oberschule (Kreuzberg) und der Ernst-Abbe-Oberschule (Neukölln) in Berlin war sie  Studienrätin mit den Fächern Musik und Latein am Gymnasium Altona in Hamburg (2004–2014). Nach der Promotion zur Doktorin der Philosophie (2007) ist sie seit 2014 Professorin an der Universität Osnabrück für Musikdidaktik/Gymnasium.

## Schriften (Auswahl)
- Ethnie, Bildung oder Bedeutung? Zum Kulturbegriff in der interkulturell orientierten Musikpädagogik. Augsburg 2008, ISBN 3-89639-625-0.
- Hg.: Musik, Kunst, Sprache. Fachdidaktische Positionen ästhetisch-kultureller Bildung an Schulen. Osnabrück 2016, epOs-Music, ISBN 978-3-940255-64-8.
- mit Ortwin Nimczik und Michael Pabst-Krueger (Hgg.): Bildung, Musik, Kultur – Musik erleben – Musik reflektieren. Kassel 2017, ISBN 978-3-9816067-5-1.
- Hg.: Musik – Sprache – Identität. Musikunterricht mit geflüchteten Jugendlichen. Innsbruck 2018, ISBN 3-86227-354-7.
- mit Georg Biegholdt, Ortwin Nimczik, Jürgen Oberschmidt und Michael Pabst-Krüger (Hgg.): Bildung – Musik – Kultur: am Puls der Zeit. Kassel 2019, ISBN 978-3-9820421-1-4.